# コナクリ州
コナクリ州（コナクリしゅう、フランス語: La région de Conakry）は、ギニア共和国の州。
コナクリ県またはコナクリ特別区(gouvernorat de Conakry)とも呼ばれる。
計画上、特別区として設定されたこの地域は、県、州ともに境界線がコナクリ市と同一であり、国内人口の約4分の1が集中する市街地である。
東側にキンディア州との州境を持つ。
この州の州知事は、コナクリ市長が務めるよう定められている。
2007年現在、ママワシラが州知事の任にある。

## 関連項目

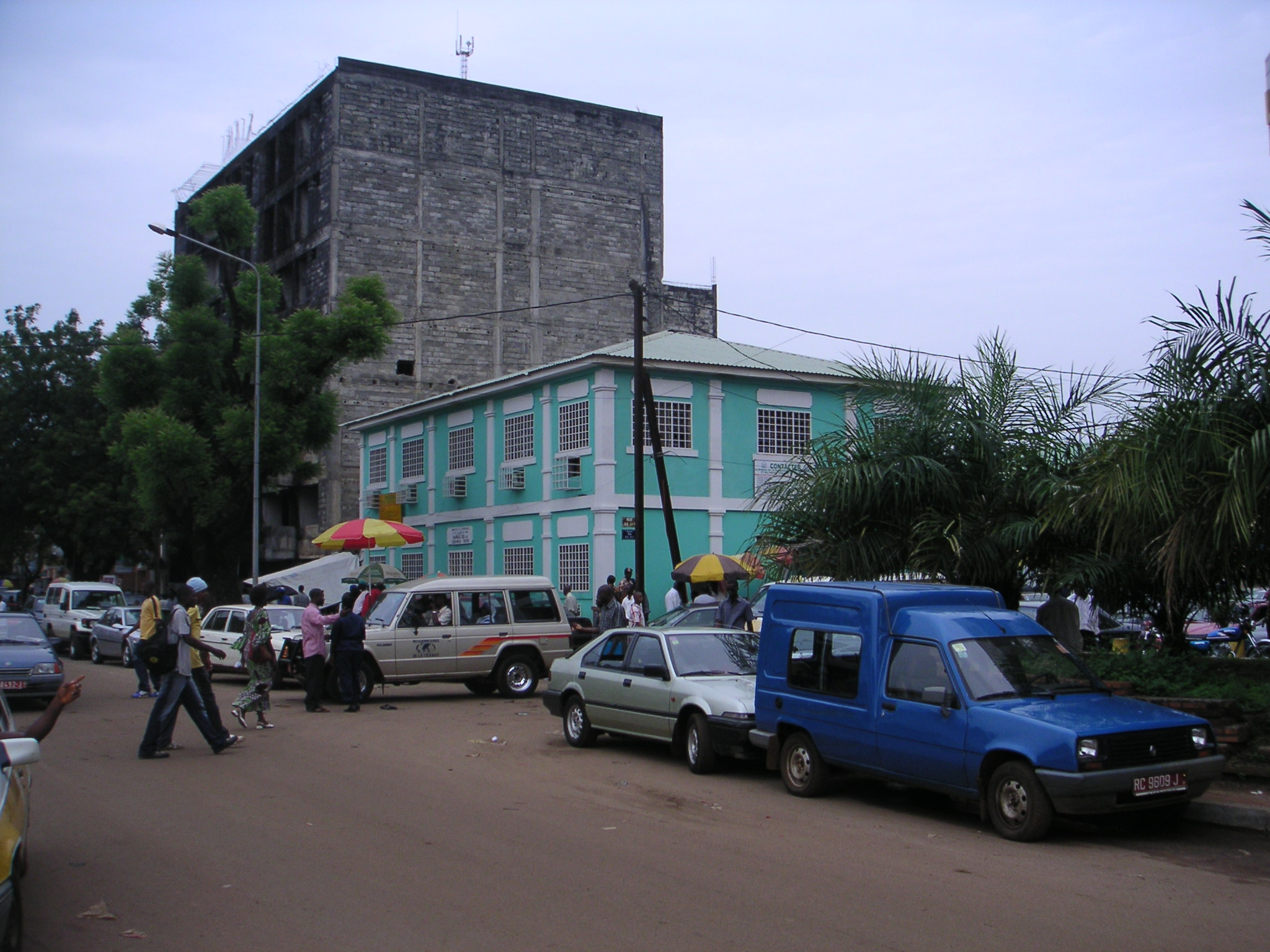
コナクリ市内

## 下部行政区画

### コミューン
- Kaloum
- Matoto
- Ratoma
- Dixin
- Matam